# Englands herrlandslag i fotboll
Englands herrlandslag i fotboll, Three Lions, kontrolleras av det engelska fotbollsförbundet Football Association och är det mest framgångsrika av de fyra brittiska fotbollslandslagen med 34 segrar i brittiska mästerskapen och världsmästartiteln på hemmaplan 1966 som höjdpunkt. England hade, som fotbollens ursprungsland, länge en särställning i fotbollsvärlden vilket förde med sig att laget valde att inte delta i de allra första VM-turneringarna under 1930-talet. Man ansåg sig helt enkelt så mycket bättre än övriga länder att ett VM-deltagande låg under deras värdighet.
Englands största rivaler har traditionellt sett varit Skottland. Efter att regelbundna landskamper lagen emellan upphörde i slutet av 1980-talet har dock rivaliteten till framförallt Tyskland, Portugal och Argentina blivit mer framträdande.
Det engelska landslagets spelstil har av tradition kännetecknats av högt tempo, långa bollar och inlägg från kanterna.
Sedan den 1 januari 2025 är tysken Thomas Tuchel förbundskapten för det engelska landslaget.

## Historia

### De tidiga åren

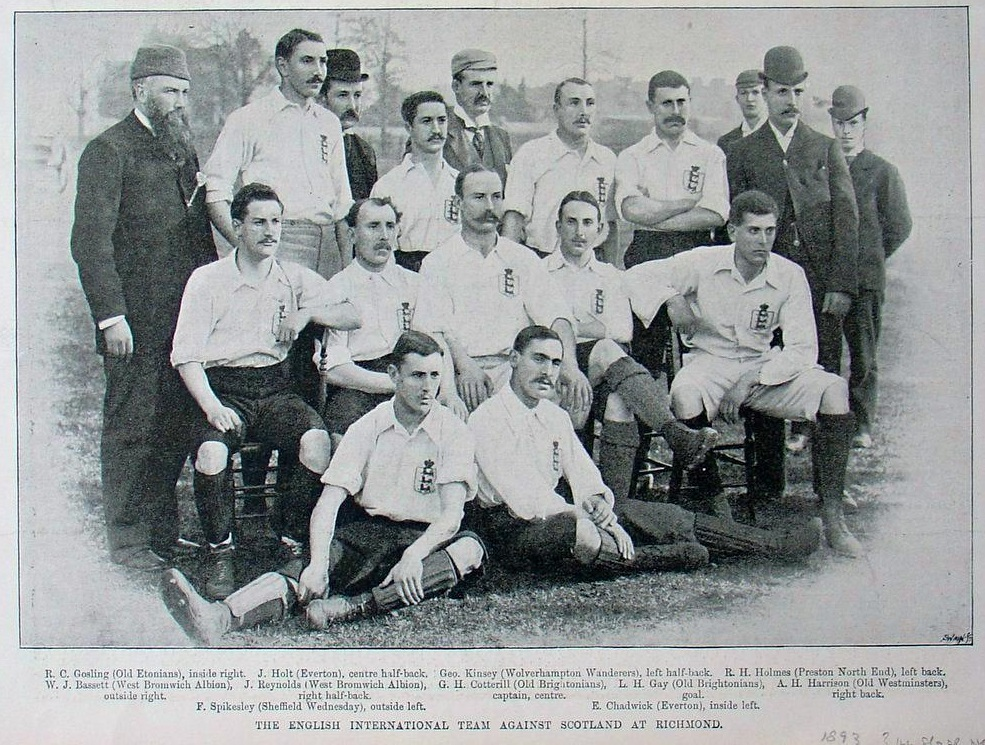
England 1893

England spelade sin första match den 5 mars 1870 i Glasgow där man fick 1–1 mot Skottland, första officiella landskampen spelades den 30 oktober 1872, då man fick 0–0 mot Skottland på Hamilton Crescent i Glasgow. Laget togs ut av en uttagningskommitté där fotbollsförbundets sekreterare Charles W. Alcock hade det största inflytandet. Utvecklingen av olika spelsystem hade ännu inte kommit så långt, men England lär ha ställt upp med en målvakt, en back, två halvbackar och sju anfallare och följande spelare ingick: Robert Barker, Ernest Greenhalgh, Reginald Welch, Frederick Chappell, William Maynard, John Brockbank, Charles Clegg, Arnold Smith, Cuthbert Ottaway, Charles John Chenery, Charles Morice. Lagkapten var Cuthbert Ottaway.
Första segern för England kom året efter, då man besegrade Skottland med 4–2 på Kennington Oval i London. Under de första dryga 30 åren spelade England bara landskamper mot Skottland, Wales och dåvarande Irland. Detta delvis beroende på den brittiska dominansen inom fotbollen vid den här tiden, men även på grund av svårigheterna att arrangera landskamper när flygresor ännu inte hörde till vardagen. I en landskamp mot just Irland i februari 1882 tog England sin hittills största seger när man vann med 13–0. Första gången man mötte lag från det europeiska fastlandet var 1908, då det blev segrar över Österrike, Ungern och Böhmen (idag del av Tjeckien). Englands första förlust mot kontinentalt motstånd kom 1929, då Spanien vann med 4–3 i Madrid.
Det engelska fotbollsförbundet, FA, hade gått med i Fifa 1906, men man drog sig ur 1928 efter en tvist gällande pengautbetalningar till amatörspelare. England var inte med i de tre första VM-turneringarna, men däremot besegrade man 1934 års världsmästare Italien på Highbury i november 1934.

### Efterkrigstiden
FA återinträdde i Fifa 1946, samma år som man anställde sin förste förbundskapten, Walter Winterbottom. Laget togs dock fortfarande ut av en uttagningskommitté. Englands första hemmaförlust mot icke-brittiskt motstånd kom på Goodison Park i Liverpool 1949, när Irland vann med 2–0.
Englands VM-debut skedde 1950 i Brasilien och i den turneringen levererade laget omedelbart en av alla VM-turneringars största skrällar när man förlorade mot USA med 0–1. Det blev även förlust mot Spanien med samma siffror. Trots att laget innehöll spelare som Tom Finney och Stanley Matthews blev det respass redan i gruppspelet. 
I en landskamp på Wembley i november 1953 visade Ungern att England hade halkat efter i utvecklingen. Ungern, med spelare som Sándor Kocsis och Ferenc Puskás, spelade ut England och vann med 6–3 – Englands första hemmaförlust mot ett lag från det europeiska fastlandet. I returmatchen i Budapest i maj 1954 efter vann Ungern med 7–1, vilket är Englands största förlust genom tiderna.
Vid VM i Schweiz 1954 spelade England 4–4 mot Belgien och slog Schweiz med 2–0. I kvartsfinalen blev England utslaget av Uruguay. Fyra år senare åkte England ur VM-turneringen redan efter gruppspelet efter att ha förlorat en omspelsmatch mot Sovjetunionen. Det tidiga respasset kan förklaras av flygolyckan i München i februari 1958, där Manchester Uniteds landslagsmän Roger Byrne, David Pegg, Tommy Taylor och Duncan Edwards miste livet. Bobby Charlton överlevde dock, och gjorde landslagsdebut i april. Han kom med i VM-truppen, men fick ingen speltid.
I början av 1960-talet började engelsmännen närma sig övriga världen, tack vare förbättrade träningsmetoder och taktik. Unga spelare som Jimmy Greaves och Bobby Moore kom fram, och vid VM i Chile 1962 gick laget till kvartsfinal, där man förlorade mot blivande världsmästarna Brasilien. Walter Winterbottom drog sig tillbaka från landslaget 1962. Han ersattes av Alf Ramsey, som bland annat fick ansvaret för laguttagningar och därmed tog över uttagningskommitténs arbete.

### 1966: VM-guld
England skulle komma att ändra på sin magra VM-historia då man själva blev värdlag 1966. Förbundskaptenen Alf Ramsey kom att skörda framgångar med spelsystemet 4–4–2 och spelare som Gordon Banks, Bobby Charlton och Bobby Moore blev inte bara engelska hjältar utan idoler över hela världen. I första matchen spelade man 0–0 mot Uruguay. I nästa match vann man med 2–0 mot Mexiko. I sista matchen slog man Frankrike med 2–0 efter dubbla mål av Roger Hunt. I kvartsfinalen mot Argentina satsade Ramsey därför på Geoff Hurst, som gjorde matchens enda mål. Matchen innehöll flera fula tilltag, och efteråt sade Ramsey att de argentinska spelarna hade uppträtt "som djur". England tog sig till final efter att i semifinalen ha besegrat Portugal med 2–1 efter två mål av Bobby Charlton.
I finalen besegrades Västtyskland med 4–2 i en rafflande match på nationalarenan Wembley. Stor matchhjälte blev Geoff Hurst som gjorde tre mål i finalen varav två under förlängningen som avgjorde till Englands fördel. 66-laget har idag en kultstatus i England. Hursts 3–2-mål hör fortfarande till VM-historiens mest omdiskuterade. Skottet, som först tog i ribban, studsade ner i gräset och ut på spelplanen igen innan någon hann konstatera huruvida bollen varit över mållinjen eller inte. Den sovjetiske linjemannen markerade mål, varefter domaren dömde mål och därmed var finalen i praktiken avgjord. Englands laguppställning i VM-finalen 1966: Gordon Banks, George Cohen, Ray Wilson, Nobby Stiles, Jack Charlton, Bobby Moore, Alan Ball, Roger Hunt, Bobby Charlton, Geoff Hurst, Martin Peters.

### 1970-talet
Efter VM-guldet tog man sig två år senare till EM-semifinal och till VM 1970. I 1968 års EM-semifinal förlorade England mot Jugoslavien, men man tog hem bronset efter seger över Sovjetunionen i bronsmatchen (2–0). I matchen mot Jugoslavien blev Alan Mullery förste spelare i engelska landslaget att bli utvisad. I VM-kvartsfinalen mot Västtyskland 1970 skulle dock de stora framgångarna ta slut. England tog sig vidare från gruppspelet trots förlust mot Brasilien, en match som är mest ihågkommen för Gordon Banks räddning av en nick av Pelé. 

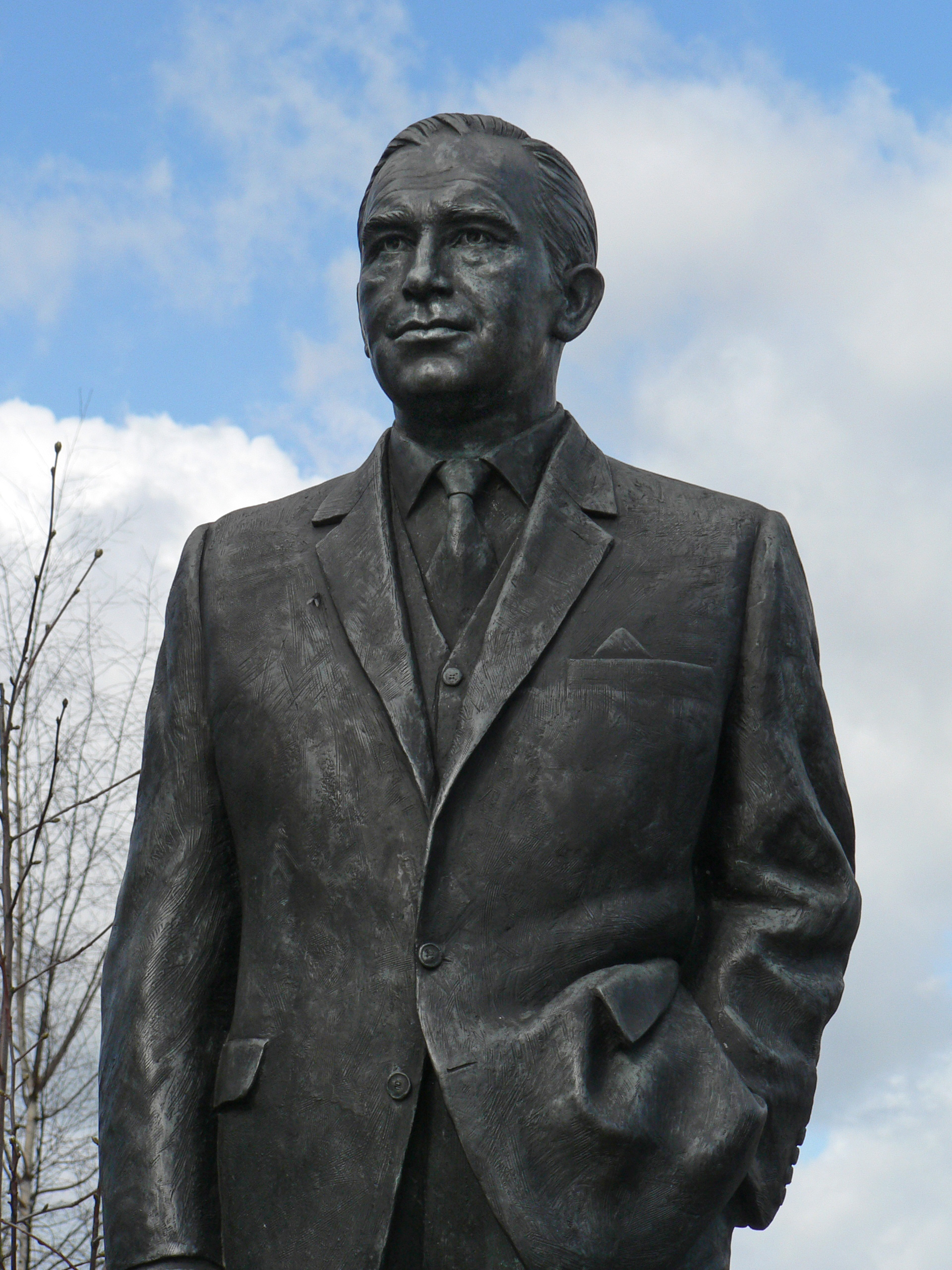
Förbundskapten Alf Ramsey blev sedermera staty, men fick kritik efter flera misslyckade mästerskap efter VM-guldet och tvingades till sist lämna sin post.

I de övriga två matcher slog man Rumänien och Tjeckoslovakien med 1–0. I kvartsfinalen vann Västtyskland efter förlängning. Förbundskaptenen, Sir Alf Ramsey, som 1966 varit den store folkhjälten, blev nu istället syndabock, när han vid 2–0-ledning sparade storstjärnorna Martin Peters och Bobby Charlton genom att helt sonika byta ut dem med 20 minuter kvar att spela. Dessutom blev målvakten Gordon Banks sjuk före matchen, vilket gjorde att reservmålvakten Peter Bonetti fick ställa sig mellan stolparna. Tyskarna tackade och tog emot, kvitterade innan full tid och avgjorde sedan i förlängningen.
England lyckades ta sig till EM-slutspelet 1972. I kvartsfinalen förlorade man återigen mot Västtyskland, 1–3 på Wembley och 0–0 i Berlin. I den första av dessa två matcher gjorde matchhjälten från VM-finalen 1966, Geoff Hurst, sitt sista framträdande i landslaget. England misslyckades även i kvalet till VM 1974. Efter 1–1 mot Polen efter en heroisk insats av den polske målvakten Jan Tomaszewski gick polackerna till VM på Englands bekostnad. Detta ledde till att förbundskaptenen Alf Ramsey fick sparken.
Joe Mercer tog tillfälligt över som förbundskapten innan Don Revie anställdes. Revie hade dock ingen lycka med sig. Trots seger med 5–0 i en EM-kvalmatch över Cypern kunde inte England ta sig till EM-slutspelet 1976. I denna match gjorde för övrigt Malcolm Macdonald alla fem mål. Revie kom också på kant med Alan Ball sommaren 1975. Därmed försvann den siste av 1966 års världsmästare från landslaget. Halvvägs in i kvalet till VM 1978 sade Revie upp sig efter att ha fått ett lukrativt erbjudande i Förenade arabemiraten.
Ron Greenwood tog över som förbundskapten, men kunde inte ta England till VM. Istället gick Italien vidare tack vare bättre målskillnad. Däremot tog sig England till EM i Italien 1980, där man dock inte tog sig vidare från gruppspelet. I en grupp med Spanien, Italien och Belgien kom England trea. Förlust mot Italien kostade och då räckte inte oavgjort mot Belgien och seger mot Spanien. I en vänskapsmatch mot Tjeckoslovakien i december 1978 blev Viv Anderson den förste svarte spelaren i engelska landslaget.

### 1980-talet

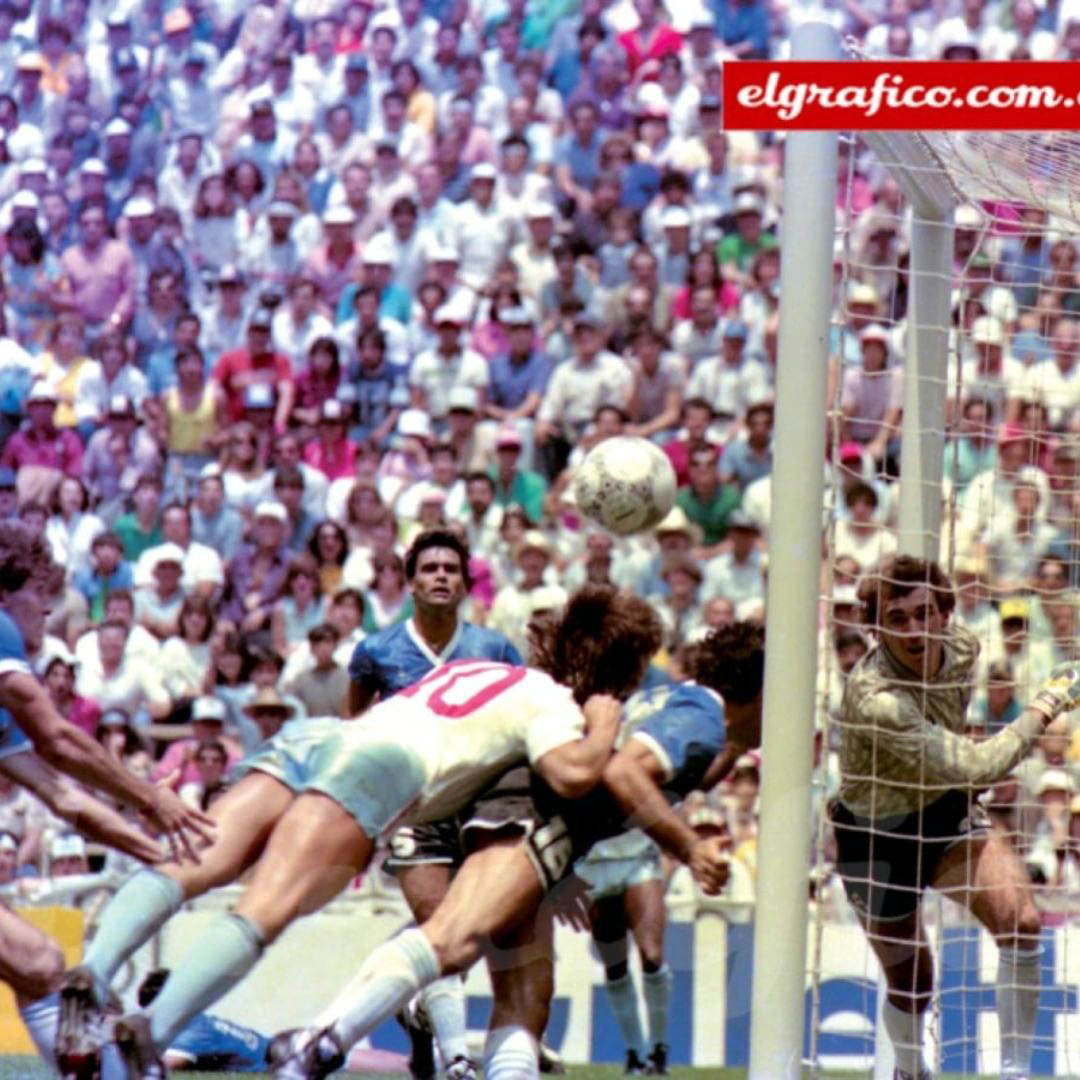
England laget åkte ut mot blivande mästarna Argentina i kvartsfinalen av VM 1986, trots att Gary Lineker (nr 10 på bilden) gjorde mål och dessutom vann skytteligan.

I början av 1980-talet hade England ett nytt lag på gång med unga spelare som Bryan Robson och Glenn Hoddle. I Spanien 1982 var England med i VM för första gången på tolv år. Kvalet hade dock inte gått smärtfritt, och man förlorade bland annat mot Norge i Oslo. I slutspelet vann man alla sina tre gruppspelsmatcher, och i första matchen mot Frankrike gjorde Bryan Robson mål redan efter 27 sekunder, vilket var nytt VM-rekord. Matchen slutade i övrigt 3–1 till England. I de två andra matcherna slog man Tjeckoslovakien(2–0) och Kuwait(1–0). I det andra gruppspelet åkte England ut efter två oavgjorda matcher mot Västtyskland och Spanien. Efter VM sade Greenwood upp sig och ersattes av Bobby Robson.
Robsons karriär som förbundskapten inleddes med att lagkaptenen Kevin Keegan slutade i landslaget efter att via media fått reda på att han inte var uttagen i Robsons första landslagstrupp. England lyckades inte ta sig EM-slutspelet 1984 efter att ha kommit på andra plats efter Danmark i sin kvalgrupp. 1986 firade England framgångar. I premiären förlorade England mot Portugal med 0–1. Det var minst sagt lika pinsamt i andra matchen mot Marocko, 0–0. I sista matchen mot Polen gjorde Gary Lineker ett äkta hat-trick mot Polen och räddade England. England gick vidare och då man via seger med 3–0 mot Paraguay tog sig till kvartsfinal mot Argentina. VM-skyttekung blev Englands Gary Lineker som gjorde sex mål under turneringen. I kvartsfinalen tog det slut, bland annat efter vad som blivit känt som Guds hand då Diego Maradona på ett regelvidrigt sätt kunde göra mål för Argentina.
I EM i Västtyskland 1988 förlorade England alla sina tre gruppspelsmatcher med 0–1 mot Irland(Engelsk tabbe) och 1–3 mot Nederländerna(Van Basten gör hattrick) och Sovjetunionen med 1–3. Robson erbjöd sig att avgå som förbundskapten, men förbundet valde att behålla honom, och England tog sig till VM i Italien 1990 utan att släppa in ett enda mål i kvalet.

### 1990-talet
Englands bästa VM efter 1966 kom 1990 då man nådde semifinal. I semifinalen åkte man ut efter straffläggning mot Västtyskland efter att Stuart Pearce och Chris Waddle missat sina straffsparkar. Minnesvärd var också 3–2-matchen i kvartsfinalen mot Kamerun där Gary Lineker firade stora triumfer genom att göra två av Englands mål. I gruppen fick man 1–1 mot Irland och 0–0 mot Nederländerna innan man slog Egypten med 1–0. I åttondelen slog man ut Belgien(1–0) efter förlängning. Efter VM sade målvakten Peter Shilton adjö till landslaget efter 125 landskamper, ett rekord som fortfarande står sig. Även förbundskaptenen Bobby Robson lämnade landslaget efter VM, då han valde att inte förlänga kontraktet.
Robsons efterträdare Graham Taylor kom att bli mindre lyckosam. I EM i Sverige 1992 lyckades man inte ta sig till semifinal, utan Danmark och Sverige gick vidare från gruppen. England kom sist efter 0–0 mot både Danmark och Frankrike och förlust mot Sverige med 1–2. Englands ende målskytt i turneringen var David Platt. Graham Taylor blev kritiserad efter att ha bytt ut Gary Lineker i matchen mot Sverige. Detta visade sig bli Linekers sista landskamp, och han fick därmed inte chansen att komma ikapp Bobby Charltons rekord på 49 landslagsmål.
England förlorade mot Norge och Nederländerna i kvalet till VM 1994, och missade VM för första gången sedan 1978. I matchen mot San Marino släppte England in ett mål redan efter åtta sekunder, men England vände och vann med 7–1. Efter det misslyckade kvalet fick Graham Taylor sparken.
1996 var England efter 30 år åter värd för en stor fotbollsturnering – EM. Efter att överraskande missat VM-slutspelet 1994 satsade man stort inför hemma-EM 1996. Terry Venables var ny förbundskapten och efter en lysande inledning där många minns 4–1-segern mot Nederländerna och Paul Gascoignes omtalade soloprestation mot Skottland (2–0) under gruppspelet. I Kvartsfinalen krävdes det dock straffar mot Spanien för att England skulle vinna. I semifinalen mötte man Tyskland och Alan Shearer sköt England i ledning efter bara 3 minuter. Precis som i VM-semifinalen 1990 slutade matchen 1–1 och Tyskland vann straffsparksläggningen efter att Gareth Southgate missat sin straff. Alan Shearer blev turneringens skyttekung med fem mål.
Redan före EM hade Venables meddelat att han skulle avgå efter turneringen. Nye förbundskaptenen Glenn Hoddle gav flera unga spelare chansen i landslaget, bland andra David Beckham, Sol Campbell och Paul Scholes. Laget tog sig till VM i Frankrike 1998 efter att ha klarat 0–0 borta mot Italien. I slutspelet blev David Beckham syndabock i England efter att ha blivit utvisad i åttondelsfinalen mot Argentina som man senare förlorade på straffar. Matchen är även ihågkommen för 18-årige Michael Owens soloprestation som ledde till Englands 2–1-mål. I gruppen slog man Colombia och Tunisien med 2–0 men förlorade mot Rumänien med 1–2.

### 2000-talet

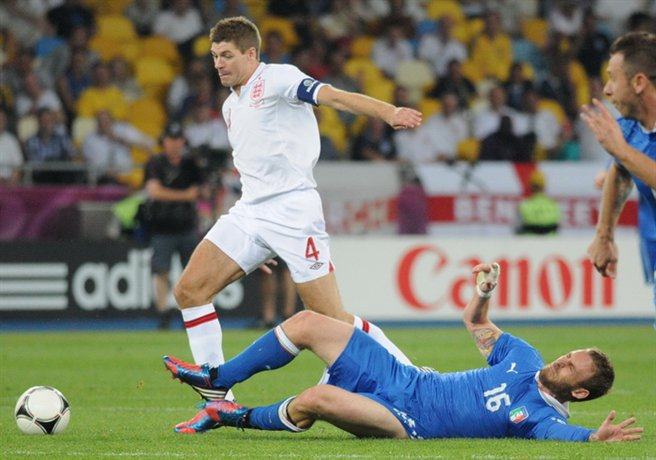
Steven Gerrard tar sig förbi Daniele De Rossi i en EM-match 2012.

Efter en tidningsintervju där förbundskapten Hoddle kontroversiellt nog hävdat att funktionshindrade i och med sitt handikapp betalade för synder i tidigare liv, sparkades han och ersattes av Kevin Keegan. Tack vare seger över Skottland tog laget sig därpå till EM-slutspelet 2000. Här misslyckades man dock med att ta sig vidare från gruppspelet efter att man förlorat mot Portugal (trots 2–0-ledning efter knappa 20 minuter) och överraskande nog också mot Rumänien med samma siffror, 2–3. Segern mot Tyskland med 1–0 efter mål av Alan Shearer i match 2 hjälpte föga. 
I det följande VM-Kvalet började det knackigt och efter en 1–0-förlust mot Tyskland i september 2000 avgick Keegan. FA satsade nu på ett nytt kort när man utsåg svenske Sven-Göran Eriksson till ny förbundskaptenen; detta som den första utländska någonsin när han tillträdde i januari 2001. Eriksson fick tämligen omgående ordning på Englands spel och efter många goda insatser - med den sensationella storsegern borta mot Tyskland med 5–1 hösten 2001 och David Beckhams frisparkskvittering på övertid mot Grekland som de största ögonblicken - slutade man som gruppetta och var därmed klart för VM 2002. Väl i VM tog man sig vidare från den så kallade Dödens grupp efter att ha besegrat den gamla antagonisten Argentina och spelat oavgjort mot Sverige och Nigeria. I åttondelsfinalen slog man ut Danmark med 3–0 och i kvartsfinal ställdes man därpå mot de blivande världsmästarna Brasilien. Målvakten David Seaman blev här syndabock då han släppte in en frispark från Ronaldinho, slagen från långt håll och med hög båge. Mästerskapet var trots det engelska landslagets bästa i VM-sammanhang sedan 1990. 
I kvalet till EM 2004 vann man sin grupp. I slutspelet i Portugal nådde man efter starka insatser av den unge Wayne Rooney kvartsfinal där man åkte ut mot hemmanationen. Matchen slutade 2–2 efter förlängning i en match där Michael Owens 1–0-mål innebar att han blev förste engelske spelare att göra mål i fyra internationella turneringar i rad. England förlorade straffsparksläggningen efter att David Beckham och Darius Vassell missat sina straffar.
Efter att Eriksson i januari 2006 meddelat att han skulle avgå efter VM i Tyskland uppkom diskussion om ersättare. I maj blev det så klart att Steve McClaren, tränare i Middlesbrough, skulle bli ny förbundskapten från augusti 2006. I VM 2006 tog sig England vidare från gruppspelet till åttondelsfinal där man besegrade Ecuador efter ett  friskparksmål av Beckham. I kvartsfinalen tog det dock stopp efter ännu en förlust på straffar; återigen mot Portugal. Därmed fortsatte Englands dystra facit med att aldrig ha vunnit en straffsparksläggning i en VM-turnering. Förlusten innebar dessutom att Eriksson i sina tre mästerskap som Englands förbundskapten samtliga gånger åkt ut i kvartsfinal; märkligt nog också med Luiz Felipe Scolari som motståndarnas förbundskapten vid alla tre tillfällena. David Beckham meddelade efter uttåget att han inte längre skulle vara lagkapten för landslaget. 
McClaren fick en bra start som förbundskapten. I hans första landskamp den 16 augusti 2006, som var ett genrep inför EM-kvalet, besegrades Grekland med 4–0 på Old Trafford i Manchester. Nio spelare från VM-laget 2006 saknades i nye förbundskaptenens första engelska landslagstrupp, bland annat var 31-åriga Beckham petad. McClaren motiverade petningarna med att han ville bygga ett nytt lag. Som ny lagkapten valdes John Terry. McClaren lyckades dock inte ta England till EM 2008 då man förlorade den avgörande matchen mot Kroatien med 2–3, vilket ledde till hans avskedande. 
2008 tog Fabio Capello över. Italienaren lyckades väl i VM-kvalet och England gick obesegrade genom kvalspelet till VM i Sydafrika. Laget upplevde före VM interna bekymmer vilket ledde till att John Terry på grund av en otrohetsaffär med en medspelares dåvarande flickvän petades av Fabio Capello som lagkapten och ersattes av Rio Ferdinand. England tog sig till åttondelsfinal där Tyskland blev för svåra. Matchen innehöll en omdiskuterad domarmiss då både huvuddomare Jorge Larrionda och hans assisterande missade Frank Lampards 2–2-mål i en match Tyskland till sist vann med 4–1.

## England i EM

### 1968
1968 tog sig England vidare till fyrnationsslutspelet i Italien. I semifinalen förlorade man mot Jugoslavien efter att Jugoslavien gjort mål i de sista minuterna. Det blev en bronsmatch istället för England. Mot Sovjetunionen. I första halvleken gjorde Bobby Charlton 1–0. I 63:e minuten petade Geoff Hurst in slutresultatet 2–0. England tog brons då.

### 1972
Åkte ut mot Västtyskland i kvartsfinalomgången.

### 1980-talet

#### 1980
Det skulle dröja 12 år till innan England spelade sitt andra EM. Man hade gjort ett bra kval genom 7 vinster och 1 oavgjord. Första matchen gick sådär genom att spela 1–1 mot Belgien. I andra och nästa match förlorade man med 0–1 till Italien. Det hjälpte inget alls att England slog Spanien med 2–1. England hade 3 poäng men det räckte inte mer till en tredjeplats, före Spanien med en pinne. Belgien fick final biljetten och Italien fick bronsmatch biljetten. 

#### 1988
Efter ha missat EM 1984 var England tillbaks. England gick igenom kvalet med 5 vinster och 1 oavgjord och endast 1 insläppt mål. Det engelska laget hade gjort ett bra kval men saknade en reell chans i turneringen. Först blev det 0–1 mot Irland för att Ray Hougton(Irland) gjort Irlands enda och vinnande mål. England repades aldrig utan föll med hela 1–3 mot Marco van Basten & CO. Englands enda mål i matchen gjordes av Bryan Robson. I nästa match mötte man Sovjetunionen(silvermedaljörer) som vann. Aleinikov av Sovjet gjorde målet efter bara 3 minuter. Efter 16 minuter kvitterade England genom Tony Adams. Mikhailichenko gjorde 2:1 till Sovjet efter 28 minuter. Då hade publiken redan sett 3 träffar England 1 Sovjet 2. Pasulko(Sovjet) punkterade matchen genom att spika fastresultatet, 1–3 och fixa Sovjets avancemang. England kom sist i turneringen.

### 1990-talet

#### 1992
England var redan tillbaks 1992. England gick obesegrade i kvalet, 1 poäng före tvåan Irland, men oavgjorda resultat mot Irland 2 gånger och Polen 1 gång och 3 vinster imponerar inte. England gjorde ett nytt försök men lyckades återigen inte vinna någon match. I första matchen klarade man 0–0 mot Danmark. I nästa match spelade man igen 0–0 men nu mot Frankrike. England hade fortfarande chans att gå vidare. Mot Sverige tog man ledningen genom David Platt som träffade en halvvolley som Ravelli var chanslös på. Sverige vände och vann med 2–1 i andra halvleken. England vann inte nu heller. England tog nu 2 poäng men kom sist. På alla tre matcher fick man målskillnaden 1–2.

#### 1996
Efter 30 långa år var England värd för EM 1996. Man spelade första matchen 1–1 mot debutanten Schweiz efter att Schweiz fått straff som de hade satt in i krysset bakom David Seaman. I nästa match mötte man ärkerivalen Skottland i Wembley Stadium. England vann med 2–0 nu. Sviten bröts efter 7 matcher. I nästa match storspelade man med hela 4–1 mot Nederländerna. Shearer och Sheringham gjorde båda 2 mål. I kvartsfinalen slog man ut Spanien på straffar. David Seaman blev hjälte för England efter ha räddat den sista straffen. I semin förlorade man med 4–5 på straffar. Alan Shearer blev skyttekungen med sina 5 mål.

### 2000-talet

#### 2000
England kvalade in till EM 2000 efter ha slagit ut Skottland i playoff med sammanlagt 2–1. I turneringen hamnade man med en slags dödsgrupp med Portugal, Rumänien och Tyskland. I första matchen fick man möta Portugal. I redan 3:e minuten gjorde Paul Scholes 1–0 till England. I 18:e minuten ökade man på ledningen då McManaman gjorde 2–0 till England. Men bara fyra minuter senare gjorde Portugals Luis Figo 2–1, men det gjorde inget för England hade fortfarande ledningen. Portugals Joao Pinto gjorde 37:e minuten 2–2 efter en nick, men England hade fortfarande chansen att vinna. När en timme hade gått gjorde Nuno Gomes 3–2 till Portugal och England förlorade första matchen med 2–3. I nästa match fick man möta Tyskland. Alan Shearer gjorde i 53:e minuten 1–0 till England, men den matchen vann England med 1–0 och man hade fortfarande chans att gå vidare. I nästa match förlorade man med 2–3 mot Rumänien och England var ute.

#### 2020 (2021)
England tog sig till final 2021 men förlorade finalen mot Italien efter straffavgörande. Brittiska supportrar skanderade "It's coming home" före och under matchen, vilket syftar på låttexten i den klassiska engelska fotbollslåten "Three Lions" där England ses som fotbollens hemland. När Italien vann replikerade de italienska supportrarna med "It's coming to Rome".

## OS
Se även: Storbritanniens herrlandslag i fotboll
Då deltagarna i Olympiska spelen representerar suveräna stater, i Englands fall Storbritannien, kan Englands landslag inte delta i den olympiska fotbollsturneringen även om man lyckas kvala in till turneringen. Gäller till exempel 2008 då Englands damlandslag hade kvalat in, men fick ändå inte delta.
För första gången sen kvalet till OS 1972 beslöt Storbritanniens olympiska kommitté (i egenskap av värdnation) att ställa upp med ett gemensamt lag (England, Nordirland, Skottland och Wales tillsammans) för Storbritannien i OS i London 2012. Skottlands, Wales och Nordirlands fotbollsförbund var kritiska till detta eftersom de var rädda att deras oberoende i europeiska och internationella sammanhang kunde hotas.

## Nationalarena

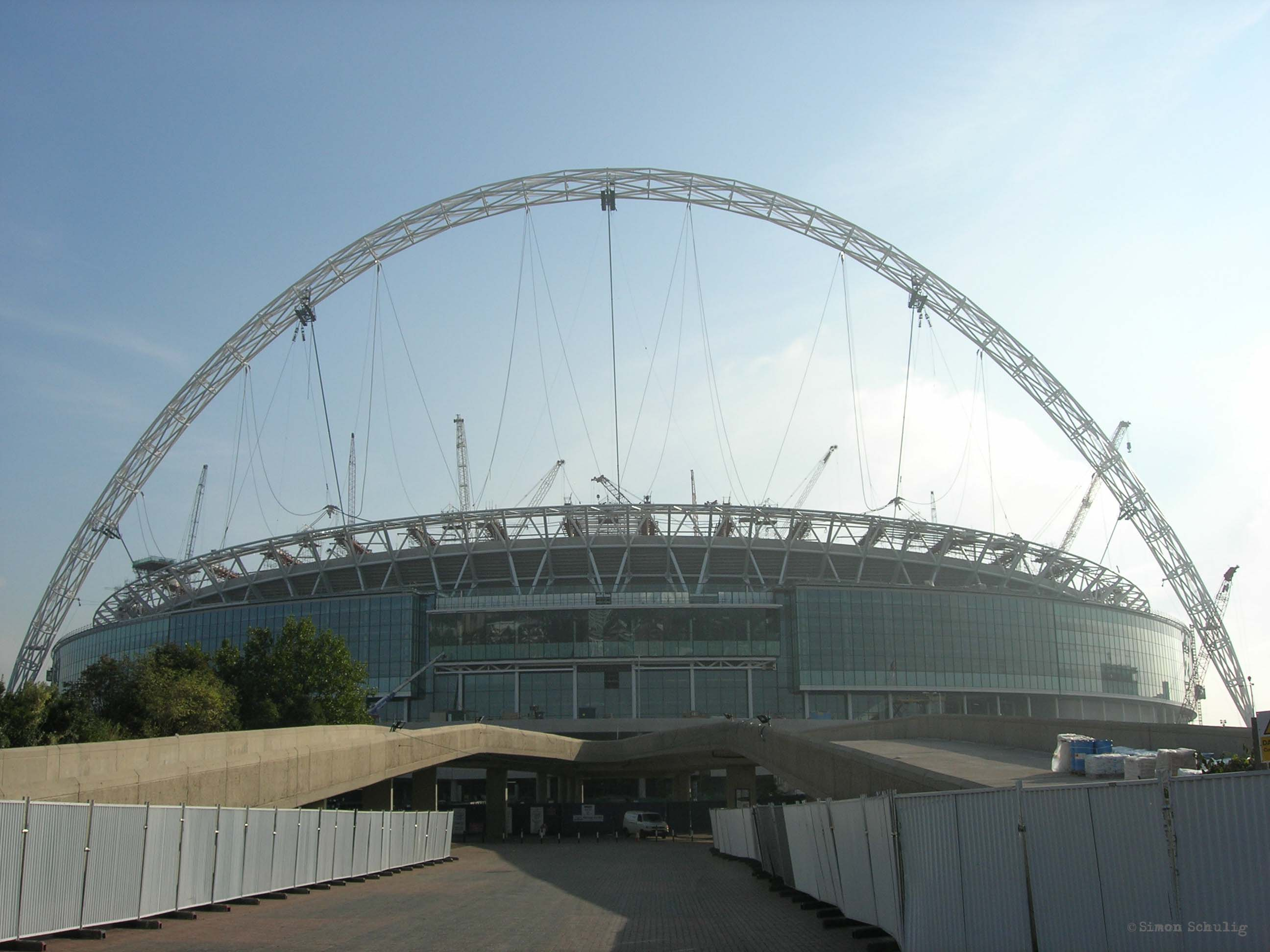
Det nya Wembley under byggnationen 2005

Under de första 50 åren spelade England sina hemmalandskamper på olika arenor runt om i landet. De första åren spelade man på cricketarenor, senare på olika fotbollsklubbars hemmaarenor. 1924 spelade England sin första landskamp på Wembley Stadium i London, då man mötte Skottland. Under de kommande 27 åren användes Wembley bara till landskamper mot Skottland, men i maj 1951 blev Argentina första nation förutom Skottland att möta England på Wembley. Så småningom förlades fler och fler landskamper hit, och mellan 1966 och 1995 spelade England samtliga hemmalandskamper på Wembley.
Englands sista landskamp på gamla Wembley var mot Tyskland den 7 oktober 2000, en match som England förlorade med 1–0. Efter det har man ofta spelat på Old Trafford i Manchester, men även flera andra arenor har använts. Engelska fotbollsförbundet (FA) har deklarerat att när nya Wembley står klar någon gång under 2007, kommer landslaget uteslutande att spela där, åtminstone fram till 2036. Detta beroende på ekonomiska aspekter. Till skillnad mot vad som var fallet med den gamla arenan, står nu FA som ägare till Wembley efter att ha betalat ett antal hundra miljoner pund. Man behöver därför försäkra sig om så stora inkomster som möjligt vid Englands landskamper, och vill därför inte dela dem med andra arenors ägare.

## Matchställ

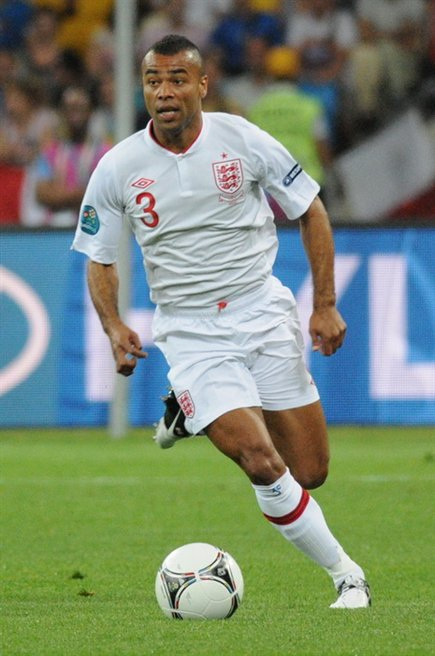
Ashley Cole i helvitt matchställ, 2012.

Englands hemmaställ har av tradition bestått av vita tröjor och marinblå byxor. Ibland (exempelvis i EM 2012) har de haft helvit dräkt. Ända sedan den första landskampen mot Skottland 1872 har tröjan haft ett emblem med tre lejon på ena bröstet. Sedan 2005 återfinns en stjärna ovanför emblemet för att symbolisera VM-segern 1966. Bortsett från emblemet med de tre lejonen var hemmatröjan under de första dryga hundra åren helvit, från början med krage och senare med rund hals. Fram till 1970-talet levererade Bukta och Umbro matchställen. I takt med kommersialiseringen av fotbollen under 1970-talet förändrades tröjdesignen. 
1974 blev tröjtillverkaren Admiral först med att placera sin logotyp på den engelska landslagströjan. Man införde även röda och blå detaljer på tröjan. Admiral var Englands tröjtillverkare mellan 1974 och 1984 då Umbro blev ansvarigt för matchstället, vilket företaget även ansvarat för 1964 till 1974. Vad gäller färgen på strumporna var de fram till mitten av 1950-talet marinblå. Under andra hälften av 1950-talet var de röda, och sedan början av 1960-talet har strumporna varit vita. Sedan 2013 är Nike leverantör.
Englands reservställ har oftast bestått av röda tröjor, vita byxor och röda strumpor. Vissa år har man dock haft blå tröjor i olika nyanser. Under 1973 spelade England i ett reservställ bestående av gula tröjor, blå byxor och gula strumpor.

## Rivaler

### Skottland
Englands största rival har traditionellt sett varit Skottland. Lagen möttes i den första landskampen 1872 och spelade därefter mot varandra, med undantag för krigsåren, årligen fram till 1989. Efter att Skottland slagit England på Wembley 1977 stormade skotska fans planen och rev bland annat ner målstolparna. Under de följande åren ökade våldet på läktarna. Man införde alkoholförbud på arenorna, vilket hjälpte föga och 1989 bestämdes att den årliga landskampen skulle läggas ner. Efter det har lagen bara mötts tre gånger: i gruppspelet i EM 1996 samt i kvalet till EM 2000.

### Argentina
En annan av Englands rivaler är Argentina. Lagen möttes för första gången 1951 och den första argentinska segern kom 1964. Det var dock inte förrän i VM 1966 som rivaliteten föddes. I en hård kamp i kvartsfinalen på Wembley, som engelsmännen vann med 1–0, blev Argentinas lagkapten Antonio Rattin utvisad, men vägrade lämna planen och fick föras bort av polis. Efter matchen beskrev Englands förbundskapten Alf Ramsey de argentinska spelarna som "djur". I samband med Falklandskriget 1982 späddes rivaliteten länderna emellan på ytterligare. I kvartsfinalen i VM 1986 vann Argentina efter två mål av Diego Maradona, varav det ena gjordes med handen och de andra var ett fantastiskt solomål. I sin självbiografi skrev Maradona att det var som om Argentina hade "besegrat ett land, inte bara ett fotbollslag" och att segern var en revansch för nederlaget i Falklandskriget. I VM 1998 möttes man igen, denna gång i åttondelsfinalen. England tog ledningen med 2–1, bland annat efter mål av Michael Owen, men efter att David Beckham blivit utvisad kom Argentina tillbaka och vann på straffar. VM 2002 möttes man igen, men den här gången i ett gruppspel. England vann den matchen med 1–0 då David Beckham gjort matchens enda mål på en straff.

### Tyskland
Den tredje av Englands stora rivaler är Tyskland. Detta hänger naturligtvis samman med andra världskriget. England och Västtyskland möttes i VM-finalen 1966 på Wembley. Matchen gick till förlängningen efter 2–2 vid full tid. I den första förlängningskvarten sköt den engelske anfallaren Geoff Hurst ett skott som gick i ribban och ner. Den sovjetiske linjedomaren vinkade för mål. Detta målet visade sig vara det avgörande målet även om England gjorde ett mål till som också det var kontroversiellt då åskådare som trodde att matchen var slut började komma in på planen. Man har vid senare analyser av videoupptagningar av 3–2-målet inte kunnat avgöra om bollen var inne eller inte. Under 1970- och 1980-talen var Västtyskland det bättre laget med spelare som Franz Beckenbauer, Gerd Müller och Karl-Heinz Rummenigge. Västtyskland slog ut England i kvartsfinalen i VM 1970 efter förlängning och i EM-kvartsfinalen 1972.
1990-talet
I VM i Italien 1990 gjorde England sitt bästa VM sedan 1966 och man mötte återigen Västtyskland, denna gång i semifinal. Tyskarna tog ledningen genom en frispark som tog på en engelsk försvarare och bollen fick en hög båge och smet in precis under ribban bakom Peter Shilton. England kvitterade genom Gary Lineker och matchen gick till straffar, där Tyskland vann efter missar av Stuart Pearce och Chris Waddle. I EM 1996 möttes man igen i semifinal denna gång på Wembley och mot ett enat Tyskland. Matchen föregicks av krigsrubriker i de engelska tidningarna, särskilt kontroversiell var Daily Mirrors "Achtung! Surrender! For You Fritz, ze Euro 96 Championship is over". Matchen slutade 1–1 och gick till straffar som Tyskland vann efter miss av Gareth Southgate. 
2000-talet
Under EM 2000 möttes de igen men nu i gruppspel; England vann med 1–0 efter mål av Alan Shearer men matchen visade sig bli betydelselös då bägge lagen åkte ut i gruppspel. Under kvalet till VM 2002 tog England en stor seger då man vann med 5–1 och de engelska tidningarna hade återigen rubriker som syftade på kriget. Ironiskt nog var Tyskland det bättre laget i slutspelet och blev till slut tvåa efter förlust mot Brasilien som även slagit ut England.
I VM 2010 möttes de båda nationerna igen, denna gång i åttondelsfinalen 27 juni, en match som slutade med tysk seger med 4–1. En match som mest blev omtalad av att Frank Lampard i den första halvleken hade ett skott som var inne, men domaren missade detta och dömde inte mål, ett mål som hade inneburit en kvittering till 2–2, istället gick Tyskland till halvtidsvila med 2–1. I den andra halvleken gjorde Thomas Müller två mål i snabb följd i 67 respektive 70 minuten.

## Turneringshistorik

### Resultat i VM
| År     | Omgång          | Plats | Matcher | Vinster | Oavgjorda* | Förluster | Mål    | Målskyttar                                                                         |
| ------ | --------------- | ----- | ------- | ------- | ---------- | --------- | ------ | ---------------------------------------------------------------------------------- |
| 1950   | Omgång 1        | 11    | 3       | 1       | 0          | 2         | 2–2    | Mortensen, Mannion                                                                 |
| 1954   | Kvartsfinal     | 6     | 3       | 1       | 1          | 1         | 8–8    | Lofthouse (3), Broadis (2), Mullen, Wishaw, Finney                                 |
| 1958   | Omgång 1        | 11    | 4       | 0       | 3          | 1         | 4–5    | Kevan (2), Haynes, Finney                                                          |
| 1962   | Kvartsfinal     | 8     | 4       | 1       | 1          | 2         | 5–6    | Flowers (2), Charlton, Greaves, Hitchens                                           |
| 1966   | Världsmästare   | 1     | 6       | 5       | 1          | 0         | 11–3   | Hurst (4), Hunt (3), Charlton (3), Peters                                          |
| 1970   | Kvartsfinal     | 8     | 4       | 2       | 0          | 2         | 4–4    | Hurst, Clarke, Mullery, Peters                                                     |
| 1974   | ej kvalificerat | -     | -       | -       | -          | -         | -      | -                                                                                  |
| 1978   | ej kvalificerat | -     | -       | -       | -          | -         | -      | -                                                                                  |
| 1982   | Omgång 2        | 6     | 5       | 3       | 2          | 0         | 6–1    | Robson (2), Francis (2), Mariner, Barmos (självmål)                                |
| 1986   | Kvartsfinal     | 8     | 5       | 2       | 1          | 2         | 7–3    | Lineker (6), Beardsley                                                             |
| 1990   | Semifinal       | 4     | 7       | 3       | 3          | 1         | 7–6    | Lineker (4), Platt (2), Wright                                                     |
| 1994   | ej kvalificerat | -     | -       | -       | -          | -         | -      | -                                                                                  |
| 1998   | Åttondelsfinal  | 9     | 4       | 2       | 1          | 1         | 7–4    | Shearer (2), Owen (2), Scholes, Anderton, Beckham                                  |
| 2002   | Kvartsfinal     | 6     | 5       | 2       | 2          | 1         | 6–3    | Owen (2), Campbell, Beckham, Ferdinand, Heskey                                     |
| 2006   | Kvartsfinal     | 7     | 5       | 3       | 2          | 0         | 6–2    | Gerrard (2), J. Cole, Crouch, Beckham, Gamarra (självmål)                          |
| 2010   | Åttondelsfinal  | 16    | 4       | 1       | 2          | 1         | 3–5    | Gerrard, Defoe, Upson                                                              |
| 2014   | Gruppspel       | 26    | 3       | 0       | 1          | 2         | 2–4    | Sturridge, Rooney                                                                  |
| 2018   | Semifinal       | 4     | 7       | 3       | 1          | 3         | 12–8   | Kane (6), Stones (2), Alli, Lingard, Maguire, Trippier                             |
| 2022   | Kvartsfinal     | 6     | 5       | 3       | 1          | 1         | 13-4   | Rashford (3), Saka (3), Kane (2), Bellingham, Foden, Grealish, Henderson, Sterling |
| Totalt | 16/22           | 6     | 74      | 32      | 22         | 20        | 104–68 | Bäste målskytt: Lineker (10)                                                       |

- Oavgjorda matcher inkluderar matcher som avgjorts genom straffsparksläggning.

### Resultat i EM
- 1960: deltog ej
- 1964: ej kvalificerat
- 1968: Tredjeplats
- 1972: ej kvalificerat (kvartsfinal)
- 1976: ej kvalificerat
- 1980: Gruppspel
- 1984: ej kvalificerat
- 1988: Gruppspel
- 1992: Gruppspel
- 1996: Semifinal
- 2000: Gruppspel
- 2004: Kvartsfinal
- 2008: ej kvalificerat
- 2012: Kvartsfinal
- 2016: Åttondelsfinal
- 2020: Andraplats
- 2024: Andraplats

## Spelare

### Nuvarande trupp
Följande spelare är uttagna till EM 2024.
Antalet landskamper och mål är korrekta per den 7 juni 2024 efter matchen mot Island.
| Nr | Pos. | Namn                   | Födelsedatum (ålder) | Matcher | Mål |          | Klubb                  |
| -- | ---- | ---------------------- | -------------------- | ------- | --- | -------- | ---------------------- |
| 1  | MV   | Jordan Pickford        | 7 mars 1994          | 61      | 0   | England  | Everton                |
| 13 | MV   | Aaron Ramsdale         | 14 maj 1998          | 5       | 0   | England  | Arsenal                |
| 23 | MV   | Dean Henderson         | 12 mars 1997         | 1       | 0   | England  | Crystal Palace         |
|    |      |                        |                      |         |     |          |                        |
| 2  | F    | Kyle Walker            | 28 maj 1990          | 83      | 1   | England  | Manchester City        |
| 3  | F    | Luke Shaw              | 12 juli 1995         | 31      | 3   | England  | Manchester United      |
| 5  | F    | John Stones            | 28 maj 1994          | 72      | 3   | England  | Manchester City        |
| 6  | F    | Marc Guéhi             | 13 juli 2000         | 11      | 0   | England  | Crystal Palace         |
| 12 | F    | Kieran Trippier        | 19 september 1990    | 48      | 1   | England  | Newcastle United       |
| 14 | F    | Ezri Konsa             | 23 oktober 1997      | 4       | 0   | England  | Aston Villa            |
| 15 | F    | Lewis Dunk             | 21 november 1991     | 6       | 0   | England  | Brighton & Hove Albion |
| 22 | F    | Joe Gomez              | 23 maj 1997          | 15      | 0   | England  | Liverpool              |
|    |      |                        |                      |         |     |          |                        |
| 4  | MF   | Declan Rice            | 14 januari 1999      | 51      | 3   | England  | Arsenal                |
| 8  | MF   | Trent Alexander-Arnold | 7 oktober 1998       | 25      | 3   | England  | Liverpool              |
| 10 | MF   | Jude Bellingham        | 29 juni 2003         | 29      | 3   | Spanien  | Real Madrid            |
| 16 | MF   | Conor Gallagher        | 6 februari 2000      | 13      | 0   | England  | Chelsea                |
| 25 | MF   | Adam Wharton           | 6 februari 2004      | 1       | 0   | England  | Crystal Palace         |
| 26 | MF   | Kobbie Mainoo          | 19 april 2005        | 3       | 0   | England  | Manchester United      |
|    |      |                        |                      |         |     |          |                        |
| 7  | A    | Bukayo Saka            | 5 september 2001     | 33      | 11  | England  | Arsenal                |
| 9  | A    | Harry Kane             | 28 juli 1993         | 91      | 63  | Tyskland | Bayern München         |
| 11 | A    | Phil Foden             | 28 maj 2000          | 34      | 4   | England  | Manchester City        |
| 17 | A    | Ivan Toney             | 16 mars 1996         | 3       | 1   | England  | Brentford              |
| 18 | A    | Anthony Gordon         | 24 februari 2001     | 3       | 0   | England  | Newcastle United       |
| 19 | A    | Ollie Watkins          | 30 december 1995     | 12      | 3   | England  | Aston Villa            |
| 20 | A    | Jarrod Bowen           | 20 december 1996     | 8       | 0   | England  | West Ham United        |
| 21 | A    | Eberechi Eze           | 29 juni 1998         | 4       | 0   | England  | Crystal Palace         |
| 24 | A    | Cole Palmer            | 6 maj 2002           | 4       | 1   | England  | Chelsea                |

### Nyligen inkallade
Följande spelare har varit uttagna i det engelska landslaget de senaste 12 månaderna.
| MV | Dean Henderson     | 12 mars 1997     | 1  | 0 | Nottingham Forest | mot Tyskland 26 september 2022   |  |  |
| MV | Fraser Forster     | 17 mars 1988     | 6  | 0 | Tottenham Hotspur | mot Elfenbenskusten 29 mars 2022 |  |  |
| MV | Sam Johnstone      | 25 mars 1993     | 3  | 0 | Crystal Palace    | mot Schweiz 26 mars 2022 Återbud |  |  |
|    |                    |                  |    |   |                   |                                  |  |  |
| F  | Ben Chilwell       | 21 december 1996 | 17 | 1 | Chelsea           | mot Tyskland 26 september 2022   |  |  |
| F  | Reece James        | 8 december 1999  | 15 | 1 | Chelsea           | mot Tyskland 26 september 2022   |  |  |
| F  | Fikayo Tomori      | 19 december 1997 | 3  | 0 | AC Milan          | mot Tyskland 26 september 2022   |  |  |
| F  | Marc Guéhi         | 13 juli 2000     | 3  | 0 | Crystal Palace    | mot Tyskland 26 september 2022   |  |  |
| F  | James Justin       | 23 februari 1998 | 1  | 0 | Leicester City    | mot Ungern 14 juni 2022          |  |  |
| F  | Tyrone Mings       | 13 mars 1993     | 17 | 2 | Aston Villa       | mot Elfenbenskusten 29 mars 2022 |  |  |
| F  | Tyrick Mitchell    | 1 september 1999 | 2  | 0 | Crystal Palace    | mot Elfenbenskusten 29 mars 2022 |  |  |
| F  | Kyle Walker-Peters | 13 april 1997    | 2  | 0 | Southampton       | mot Elfenbenskusten 29 mars 2022 |  |  |
|    |                    |                  |    |   |                   |                                  |  |  |
| MF | James Ward-Prowse  | 1 november 1994  | 11 | 2 | Southampton       | mot Tyskland 26 september 2022   |  |  |
| MF | Emile Smith Rowe   | 28 juli 2000     | 3  | 1 | Arsenal           | mot Elfenbenskusten 29 mars 2022 |  |  |
|    |                    |                  |    |   |                   |                                  |  |  |
| A  | Tammy Abraham      | 2 oktober 1997   | 11 | 3 | AS Roma           | mot Tyskland 26 september 2022   |  |  |
| A  | Jarrod Bowen       | 20 december 1996 | 4  | 0 | West Ham United   | mot Tyskland 26 september 2022   |  |  |
| A  | Ivan Toney         | 16 mars 1996     | 0  | 0 | Brentford         | mot Tyskland 26 september 2022   |  |  |
| A  | Ollie Watkins      | 30 december 1995 | 7  | 2 | Aston Villa       | mot Elfenbenskusten 29 mars 2022 |  |  |

### Flest landskamper
Uppdaterad 22 oktober 2022.

Spelare i fetstil är fortfarande aktiva.
| Nr | Namn            | Period    | Matcher | Mål | Position |
| -- | --------------- | --------- | ------- | --- | -------- |
| 1  | Peter Shilton   | 1970–1990 | 125     | 0   | MV       |
| 2  | Wayne Rooney    | 2003–2018 | 120     | 53  | A        |
| 3  | David Beckham   | 1996–2009 | 115     | 17  | MF       |
| 4  | Steven Gerrard  | 2000–2014 | 114     | 21  | MF       |
| 5  | Bobby Moore     | 1962–1973 | 108     | 2   | F        |
| 6  | Ashley Cole     | 2001–2014 | 107     | 0   | F        |
| 7  | Bobby Charlton  | 1958–1970 | 106     | 49  | A        |
| 7  | Frank Lampard   | 1999–2014 | 106     | 29  | MF       |
| 9  | Billy Wright    | 1946–1959 | 105     | 3   | F        |
| 10 | Bryan Robson    | 1980–1991 | 90      | 26  | MF       |
| 11 | Michael Owen    | 1998–2008 | 89      | 40  | A        |
| 12 | Kenny Sansom    | 1979–1988 | 86      | 1   | F        |
| 13 | Gary Neville    | 1995–2007 | 85      | 0   | F        |
| 14 | Ray Wilkins     | 1976–1986 | 84      | 3   | MF       |
| 15 | Rio Ferdinand   | 1997–2011 | 81      | 3   | F        |
| 16 | Gary Lineker    | 1984–1992 | 80      | 48  | A        |
| 17 | John Barnes     | 1983–1995 | 79      | 11  | MF       |
| 17 | Raheem Sterling | 2012–     | 79      | 19  | MF       |
| 19 | Stuart Pearce   | 1987–1999 | 78      | 5   | F        |
| 19 | John Terry      | 2003–2012 | 78      | 6   | F        |
| 21 | Terry Butcher   | 1980–1990 | 77      | 3   | F        |

### Flest mål
Uppdaterad 17 november 2021.
| Nr | Namn            | Period    | Mål | Matcher | Position | Målsnitt |
| -- | --------------- | --------- | --- | ------- | -------- | -------- |
| 1  | Wayne Rooney    | 2003–2018 | 53  | 120     | A        | 0,4416   |
| 2  | Bobby Charlton  | 1958–1970 | 49  | 106     | A        | 0,4623   |
| 3  | Harry Kane      | 2015–     | 48  | 67      | A        | 0,7164   |
| 3  | Gary Lineker    | 1984–1992 | 48  | 80      | A        | 0,6000   |
| 5  | Jimmy Greaves   | 1959–1967 | 44  | 57      | A        | 0,7719   |
| 6  | Michael Owen    | 1998–2008 | 40  | 89      | A        | 0,4494   |
| 7  | Nat Lofthouse   | 1950–1958 | 30  | 33      | A        | 0,9090   |
| 7  | Alan Shearer    | 1992–2000 | 30  | 63      | A        | 0,4762   |
| 7  | Tom Finney      | 1946–1958 | 30  | 76      | A        | 0,3947   |
| 10 | Vivian Woodward | 1903–1911 | 29  | 23      | A        | 1,2609   |
| 10 | Frank Lampard   | 1999–2014 | 29  | 106     | MF       | 0,2735   |
| 12 | Steve Bloomer   | 1895–1907 | 28  | 23      | A        | 1,2174   |
| 13 | David Platt     | 1989–1996 | 27  | 62      | MF       | 0,4355   |
| 14 | Bryan Robson    | 1981–1989 | 26  | 90      | MF       | 0,2889   |
| 15 | Geoff Hurst     | 1965–1972 | 24  | 49      | A        | 0,4898   |
| 16 | Stan Mortensen  | 1947–1953 | 23  | 25      | A        | 0,9200   |
| 17 | Tommy Lawton    | 1938–1948 | 22  | 23      | A        | 0,9565   |
| 17 | Peter Crouch    | 2005–2010 | 22  | 42      | A        | 0,5238   |
| 19 | Mick Channon    | 1972–1977 | 21  | 46      | A        | 0,4565   |
| 19 | Kevin Keegan    | 1972–1982 | 21  | 63      | A        | 0,3333   |
| 19 | Steven Gerrard  | 2000–2014 | 21  | 114     | MF       | 0,1842   |

### Lagkaptener
Englands lagkaptener sorterade efter antal matcher som kapten (endast de tio främsta). Detta t o m San Marino landskamp mot Ungern 15 november 2021.
| Nr | Spelare       | Period    | Matcher* |
| -- | ------------- | --------- | -------- |
| 1  | Billy Wright  | 1946–1959 | 90 (105) |
| 1  | Bobby Moore   | 1962–1973 | 90 (108) |
| 3  | Bryan Robson  | 1980–1991 | 65 (90)  |
| 4  | David Beckham | 1996–2006 | 58 (115) |
| 5  | Harry Kane    | 2015–     | 43 (67)  |
| 6  | Alan Shearer  | 1992–2000 | 34 (63)  |
| 7  | John Terry    | 2003–2012 | 33 (71)  |
| 8  | Kevin Keegan  | 1972–1982 | 31 (63)  |
| 9  | Emlyn Hughes  | 1969–1980 | 23 (62)  |
| 10 | Bob Crompton  | 1902–1914 | 22 (41)  |
| 10 | Johnny Haynes | 1954–1962 | 22 (56)  |

*Antal matcher som lagkapten. Siffran inom parentes anger totala antalet landskamper.

## Förbundskaptener
Senaste match inkluderad i statistiken: England-Polen 2–0, 15 oktober 2013.
| Förbundskapten          | Period    | Matcher | Vinster | Oavgjorda | Förluster | Vinstprocent |
| ----------------------- | --------- | ------- | ------- | --------- | --------- | ------------ |
| Sir Walter Winterbottom | 1946–1962 | 139     | 78      | 33        | 28        | 56,11%       |
| Sir Alf Ramsey          | 1963–1974 | 113     | 69      | 27        | 17        | 61,06%       |
| Joe Mercer (tf)         | 1974      | 7       | 3       | 3         | 1         | 42,85%       |
| Don Revie               | 1974–1977 | 29      | 14      | 8         | 7         | 48,27%       |
| Ron Greenwood           | 1977–1982 | 55      | 33      | 12        | 10        | 59,99%       |
| Sir Bobby Robson CBE    | 1982–1990 | 95      | 47      | 30        | 18        | 49,47%       |
| Graham Taylor           | 1990–1993 | 38      | 18      | 13        | 7         | 47,36%       |
| Terry Venables          | 1994–1996 | 23      | 11      | 11        | 1         | 47,82%       |
| Glenn Hoddle            | 1996–1999 | 28      | 17      | 6         | 5         | 60,71%       |
| Howard Wilkinson (tf)   | 1999      | 1       | 0       | 0         | 1         | 0,00%        |
| Kevin Keegan            | 1999–2000 | 18      | 7       | 7         | 4         | 38,88%       |
| Howard Wilkinson (tf)   | 2000      | 1       | 0       | 1         | 0         | 0,00%        |
| Peter Taylor (tf)       | 2000      | 1       | 0       | 0         | 1         | 0,00%        |
| Sven-Göran Eriksson     | 2001–2006 | 67      | 40      | 17        | 10        | 59,70%       |
| Steve McClaren          | 2006–2007 | 18      | 9       | 4         | 5         | 50,00%       |
| Fabio Capello           | 2008–2012 | 42      | 28      | 8         | 6         | 66,67%       |
| Stuart Pearce (tf)      | 2012      | 1       | 0       | 0         | 1         | 0,00%        |
| Roy Hodgson             | 2012–2016 | 56      | 33      | 15        | 8         | 58,92%       |
| Sam Allardyce           | 2016      | 1       | 1       | 0         | 0         | 100%         |
| Gareth Southgate        | 2016–2024 | 102     | 64      | 20        | 18        | 62,74        |
| Lee Carsley (tf)        | 2024      | 6       | 5       | 0         | 1         | 83,33        |
| Thomas Tuchel           | 2025–     |         |         |           |           |              |